# Karl Weinbacher

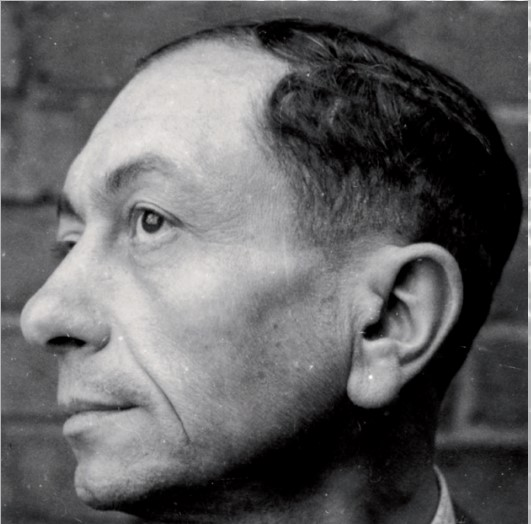
Weinbacher in britischer Haft (1945)

Karl Weinbacher (* 23. Juni 1898 in Stettin; † 16. Mai 1946 in Hameln) war ein deutscher Prokurist und Kriegsverbrecher.

## Leben
Weinbacher war bis 1924 bei der Deutschen Gesellschaft für Schädlingsbekämpfung (Degesch) und anschließend bei Tesch & Stabenow (Testa) tätig, wo er 1927 Prokura erhielt und 1943 die stellvertretende Geschäftsführung unter dem Firmeneigner und Geschäftsführer Bruno Tesch innehatte. Testa vertrieb Zyklon B, das nicht nur zur Schädlingsbekämpfung bzw. Entwesung, sondern auch im Holocaust in den Gaskammern von Auschwitz zur Ermordung von Menschen eingesetzt wurde. Weinbacher wurde mit einem Prozent aus den Verkaufserlösen von Zyklon B beteiligt.
Nach Ende des Zweiten Weltkrieges wurden am 3. September 1945 Tesch, Weinbacher und Joachim Drosihn, ein weiterer Mitarbeiter der Firma, durch Angehörige der britischen Militäradministration verhaftet. Im Rahmen der Curiohaus-Prozesse wurde gegen die drei Beschuldigten im sogenannten Testa-Prozess wegen der Lieferungen von Zyklon B ab dem 1. März 1946 verhandelt. Bei Tesch und Weinbacher hielt es das Gericht für erwiesen, dass beide den Verwendungszweck von Zyklon B kannten. Tesch und Weinbacher wurden am 8. März 1946 zum Tod durch den Strang verurteilt und im Kriegsverbrechergefängnis Hameln im Mai 1946 hingerichtet, Drosihn wurde freigesprochen.